# Ümit Özat
Ümit Özat (Ankara, 1976. október 30. –), török válogatott labdarúgó, edző.
A török válogatott tagjaként részt vett a 2002-es világbajnokságon.

## Sikerei, díjai
Fenerbahçe
- Török bajnok (3): 2003–04, 2004–05, 2006–07
- Török kupagyőztes (1): 2000–01

Törökország
- Világbajnoki bronzérmes (1): 2002